# Ciclismo ai Giochi della XXXI Olimpiade - Omnium maschile
Le gare di omnium maschile dei Giochi della XXXI Olimpiade si sono corse il 14 e 15 agosto al Velódromo Municipal do Rio, in Brasile. La medaglia d'oro è stata vinta dall'italiano Elia Viviani.

## Risultati

### Scratch
| Pos. | Atleta              | Giri | Punti |
| ---- | ------------------- | ---- | ----- |
| 1    | Lasse Norman Hansen | 0    | 40    |
| 2    | Roger Kluge         | 0    | 38    |
| 3    | Thomas Boudat       | −1   | 36    |
| 4    | Glenn O'Shea        | −1   | 34    |
| 5    | Dylan Kennett       | −1   | 32    |
| 6    | Mark Cavendish      | −1   | 30    |
| 7    | Elia Viviani        | −1   | 28    |
| 8    | Fernando Gaviria    | −1   | 26    |
| 9    | Park Sang-hoon      | −1   | 24    |
| 10   | Artyom Zakharov     | −1   | 22    |
| 11   | Chun Wing Leung     | −1   | 20    |
| 12   | Kazushige Kuboki    | −1   | 18    |
| 13   | Ignacio Prado       | −1   | 16    |
| 14   | Gideoni Monteiro    | −1   | 14    |
| 15   | Gaël Suter          | −1   | 12    |
| 16   | Tim Veldt           | −1   | 10    |
| 17   | Bobby Lea           | −1   | 8     |
| 18   | Jasper De Buyst     | −1   | 6     |

### Inseguimento individuale
| Pos. | Atleta              | Tempo    |
| ---- | ------------------- | -------- |
| 1    | Lasse Norman Hansen | 4'14"982 |
| 2    | Mark Cavendish      | 4'16"878 |
| 3    | Elia Viviani        | 4'17"453 |
| 4    | Roger Kluge         | 4'18"907 |
| 5    | Thomas Boudat       | 4'19"918 |
| 6    | Dylan Kennett       | 4'20"180 |
| 7    | Tim Veldt           | 4'22"856 |
| 8    | Bobby Lea           | 4'23"942 |
| 9    | Gideoni Monteiro    | 4'25"808 |
| 10   | Fernando Gaviria    | 4'26"649 |
| 11   | Glenn O'Shea        | 4'28"350 |
| 12   | Park Sang-hoon      | 4'29"079 |
| 13   | Leung Chun Wing     | 4'29"162 |
| 14   | Ignacio Prado       | 4'29"396 |
| 15   | Artyom Zakharov     | 4'32"503 |
| 16   | Jasper De Buyst     | 4'36"246 |
| 17   | Gaël Suter          | 4'36"674 |
| 18   | Kazushige Kuboki    | 4'39"889 |

### Corsa a eliminazione
| Pos. | Atleta              |
| ---- | ------------------- |
| 1    | Elia Viviani        |
| 2    | Thomas Boudat       |
| 3    | Fernando Gaviria    |
| 4    | Kazushige Kuboki    |
| 5    | Artyom Zakharov     |
| 6    | Gideoni Monteiro    |
| 7    | Mark Cavendish      |
| 8    | Gaël Suter          |
| 9    | Ignacio Prado       |
| 10   | Glenn O'Shea        |
| 11   | Bobby Lea           |
| 12   | Roger Kluge         |
| 13   | Chun Wing Leung     |
| 14   | Park Sang-hoon      |
| 15   | Jasper De Buyst     |
| 16   | Tim Veldt           |
| 17   | Dylan Kennett       |
| 18   | Lasse Norman Hansen |

### Corsa a cronometro
| Pos. | Atleta              | Tempo    |
| ---- | ------------------- | -------- |
| 1    | Dylan Kennett       | 1'00"923 |
| 2    | Glenn O'Shea        | 1'02"332 |
| 3    | Elia Viviani        | 1'02"338 |
| 4    | Fernando Gaviria    | 1'02"469 |
| 5    | Lasse Norman Hansen | 1'02"538 |
| 6    | Mark Cavendish      | 1'02"868 |
| 7    | Tim Veldt           | 1'03"464 |
| 8    | Leung Chun Wing     | 1'03"730 |
| 9    | Roger Kluge         | 1'03"797 |
| 10   | Artyom Zakharov     | 1'03"941 |
| 11   | Thomas Boudat       | 1'04"227 |
| 12   | Park Sang-hoon      | 1'04"231 |
| 13   | Gaël Suter          | 1'04"433 |
| 14   | Bobby Lea           | 1'05"339 |
| 15   | Kazushige Kuboki    | 1'05"498 |
| 16   | Gideoni Monteiro    | 1'05"505 |
| 17   | Ignacio Prado       | 1'05"839 |
| 18   | Jasper De Buyst     | DNS      |

### Giro lanciato
| Pos. | Atleta              | Tempo  |
| ---- | ------------------- | ------ |
| 1    | Dylan Kennett       | 12"506 |
| 2    | Elia Viviani        | 12"660 |
| 3    | Mark Cavendish      | 13"222 |
| 4    | Lasse Norman Hansen | 12"832 |
| 5    | Gaël Suter          | 12"981 |
| 6    | Glenn O'Shea        | 13"053 |
| 7    | Tim Veldt           | 13"170 |
| 8    | Chun Wing Leung     | 13"265 |
| 9    | Thomas Boudat       | 13"272 |
| 10   | Fernando Gaviria    | 13"273 |
| 11   | Roger Kluge         | 13"332 |
| 12   | Bobby Lea           | 13"416 |
| 13   | Artyom Zakharov     | 13"446 |
| 14   | Park Sang-hoon      | 13"489 |
| 15   | Gideoni Monteiro    | 13"569 |
| 16   | Kazushige Kuboki    | 13"587 |
| 17   | Ignacio Prado       | 14"046 |

### Corsa a punti
| Pos. | Atleta              | Giri | Punti |
| ---- | ------------------- | ---- | ----- |
| 1    | Fernando Gaviria    | 1    | 41    |
| 2    | Lasse Norman Hansen | 1    | 40    |
| 3    | Roger Kluge         | 1    | 33    |
| 4    | Mark Cavendish      | 0    | 32    |
| 5    | Elia Viviani        | 0    | 29    |
| 6    | Thomas Boudat       | 0    | 22    |
| 7    | Tim Weldt           | 0    | 7     |
| 8    | Artyom Zakharov     | 0    | 7     |
| 9    | Gideoni Monteiro    | 0    | 4     |
| 10   | Ignacio Prado       | 0    | 3     |
| 11   | Leung Chun Wing     | 0    | 1     |
| 12   | Kazushige Kuboki    | 0    | 1     |
| 13   | Gaël Suter          | 0    | 4     |
| 14   | Glenn O'Shea        | 0    | 0     |
| 15   | Dylan Kennett       | -1   | -7    |
| 16   | Park Sang-hoon      | 0    | DNF   |
| 17   | Bobby Lea           | 0    | DNF   |

## Classifica finale
| Pos.    | Atleta              | SC | II | CE | CC  | GL | CP  | Totale |
| ------- | ------------------- | -- | -- | -- | --- | -- | --- | ------ |
| Oro     | Elia Viviani        | 28 | 36 | 40 | 36  | 38 | 29  | 207    |
| Argento | Mark Cavendish      | 30 | 38 | 28 | 30  | 36 | 32  | 194    |
| Bronzo  | Lasse Norman Hansen | 40 | 40 | 6  | 32  | 34 | 40  | 192    |
| 4       | Fernando Gaviria    | 26 | 22 | 36 | 34  | 22 | 41  | 181    |
| 5       | Thomas Boudat       | 36 | 32 | 38 | 20  | 24 | 22  | 172    |
| 6       | Roger Kluge         | 38 | 34 | 18 | 24  | 20 | 33  | 167    |
| 7       | Glenn O'Shea        | 34 | 20 | 22 | 38  | 30 | 0   | 144    |
| 8       | Dylan Kennett       | 32 | 30 | 8  | 40  | 40 | −7  | 143    |
| 9       | Tim Veldt           | 10 | 28 | 10 | 28  | 28 | 7   | 111    |
| 10      | Artëm Zacharov      | 22 | 12 | 32 | 22  | 16 | 7   | 111    |
| 11      | Leung Chun Wing     | 20 | 16 | 16 | 26  | 26 | 1   | 105    |
| 12      | Gaël Suter          | 12 | 8  | 26 | 16  | 32 | 1   | 95     |
| 13      | Gideoni Monteiro    | 14 | 24 | 30 | 10  | 12 | 4   | 94     |
| 14      | Kazushige Kuboki    | 18 | 6  | 34 | 12  | 10 | 1   | 81     |
| 15      | Ignacio Prado       | 16 | 14 | 24 | 8   | 8  | 3   | 73     |
| 16      | Park Sang-hoon      | 24 | 18 | 14 | 18  | 14 | DNF | DNF    |
| 17      | Bobby Lea           | 8  | 26 | 20 | 14  | 18 | DNF | DNF    |
| 18      | Jasper De Buyst     | 6  | 10 | 12 | DNS | –  | –   | DNF    |